# Kanton Portes d’Ariège
Der Kanton Portes d’Ariège ist ein französischer Wahlkreis im Département Ariège in der Region Okzitanien. Er umfasst 16 Gemeinden im Arrondissement Pamiers. Durch die landesweite Neuordnung der französischen Kantone wurde er 2015 neu geschaffen.

## Gemeinden
Der Kanton besteht aus 16 Gemeinden und Gemeindeteilen mit insgesamt 13.619 Einwohnern (Stand: 1. Januar 2022) auf einer Gesamtfläche von 227,66 km²:
| Gemeinde               | Einwohner 1. Januar 2022 | Fläche km² | Dichte Einw./km² | Code INSEE | Postleitzahl |
| ---------------------- | ------------------------ | ---------- | ---------------- | ---------- | ------------ |
| Bonnac                 | 789                      | 9,63       | 82               | 09060      | 09100        |
| Brie                   | 206                      | 7,06       | 29               | 09067      | 09700        |
| Canté                  | 212                      | 9,80       | 22               | 09076      | 09700        |
| Esplas                 | 105                      | 7,64       | 14               | 09117      | 09700        |
| Gaudiès                | 235                      | 10,41      | 23               | 09132      | 09700        |
| Justiniac              | 58                       | 4,56       | 13               | 09146      | 09700        |
| La Bastide-de-Lordat   | 310                      | 5,97       | 52               | 09040      | 09700        |
| Labatut                | 177                      | 3,58       | 49               | 09147      | 09700        |
| Le Vernet              | 693                      | 5,59       | 124              | 09331      | 09700        |
| Lissac                 | 240                      | 3,77       | 64               | 09170      | 09700        |
| Mazères                | 3.866                    | 44,04      | 88               | 09185      | 09270        |
| Montaut                | 694                      | 35,03      | 20               | 09199      | 09700        |
| Saint-Quirc            | 369                      | 3,75       | 98               | 09275      | 09700        |
| Saverdun               | 4.808                    | 61,47      | 78               | 09282      | 09700        |
| Trémoulet              | 105                      | 3,89       | 27               | 09315      | 09700        |
| Villeneuve-du-Paréage  | 752                      | 11,47      | 66               | 09339      | 09100        |
| Kanton Portes d’Ariège | 13.619                   | 227,66     | 60               | 0910       | –            |

## Politik
| Vertreter im Departementrat | Vertreter im Departementrat      | Vertreter im Departementrat |
| Amtszeit                    | Namen                            | Partei                      |
| --------------------------- | -------------------------------- | --------------------------- |
| 2015–                       | Géraldine Pons Jean-Michel Soler | DVD                         |